# Charminus camerunensis
Charminus camerunensis là một loài nhện trong họ Pisauridae.
Loài này thuộc chi Charminus. Charminus camerunensis được Tord Tamerlan Teodor Thorell miêu tả năm 1899.